# Folkeafstemning om Prins Carl af Danmark som norsk konge
Folkeafstemning om Prins Carl af Danmark som norsk konge fandt sted 12. og 13. november 1905 i Norge. De stemmeberettigede – kun mænd som var 25 år eller ældre – skulle svare ja eller nej på spørgsmålet om man var «enig i Stortingets bemyndigelse til regeringen om at opfordre prins Carl af Danmark til at lade sig vælge til Norges konge?».
Valget stod reelt mellem republik og monarki, men folkeafstemningen blev formuleret som et ja eller nej til prins Carl. Vælgerne var under stort pres fra den nyvalgte norske regering i den nye norske stat. Den sagde at den ville gå af, hvis ikke det blev til et ja til prins Carl. Landet ville dermed være blevet ført ud i en konstitutionel krise hvis det var blevet et nej til prins Carl af Danmark.
For Norge som helhed var det et overvældende flertal for monarkiet: 259.563 (78,9 %) stemte ja mens 69.264 (21,1%) stemte nej. 75,3% af de stemmeberettigede benyttede muligheden. Rundt i landet var det imidlertid store forskelle, af fylkerne var Vestfold klart mest royalistisk med 93,4% ja, mens nabofylket Telemark var mindst med 58,9% ja stemmer.